# Phoxinus semotilus
Phoxinus semotilus är en fiskart som först beskrevs av Jordan och Starks, 1905.  Phoxinus semotilus ingår i släktet Phoxinus och familjen karpfiskar. Inga underarter finns listade i Catalogue of Life.